# Fiorinia myricae
Fiorinia myricae är en insektsart som beskrevs av Young 1987. Fiorinia myricae ingår i släktet Fiorinia och familjen pansarsköldlöss. Inga underarter finns listade i Catalogue of Life.